# Parthenope agona
Parthenope agona är en kräftdjursart som först beskrevs av William Stimpson 1871.  Parthenope agona ingår i släktet Parthenope och familjen Parthenopidae. Inga underarter finns listade i Catalogue of Life.